# باروسيا

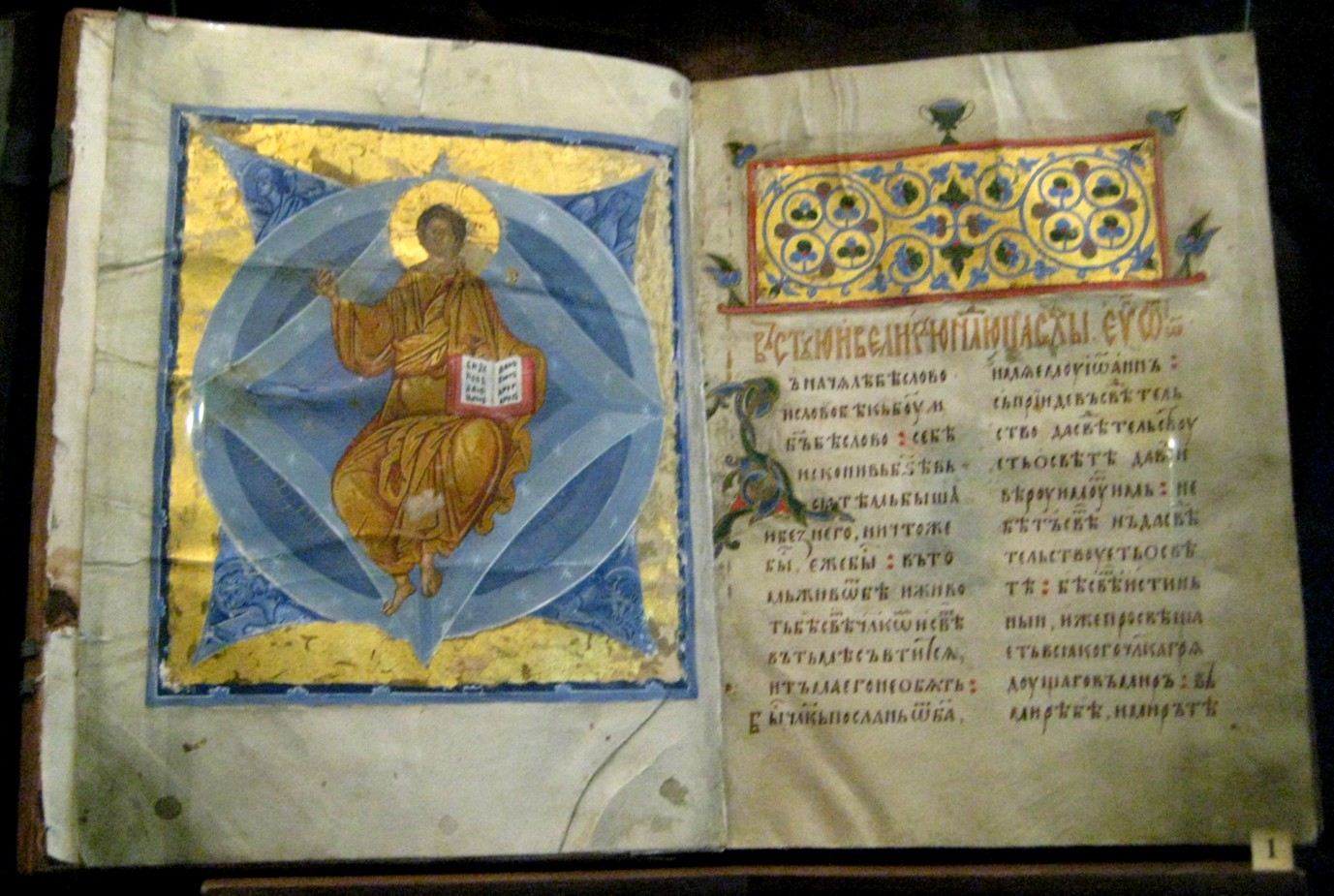

الباروسيا (باليونانية: παρουσία)‏ هي كلمة يونانية قديمة تعني الحضور أو القدوم أو الزيارة .

## المعنى اللاهوتي
يأتي الاستخدام الرئيسي لهذه الكلمة في علم اللاهوت بمعنى القدوم الثاني للمسيح أو عودة المسيح، واستخدمها البعض في إشارة إلى أحد القيامة (أي قيامة يسوع) لذا لم يعد استخدامها قاصرا فقط بمعنى القدوم الثاني والنهائي للمسيح.

## الباروسيا في الثقافة اليونانية
مصطلح تقنى له مدلول خاص للتعبير عن الحضور أو الزيارة الرسمّية لملك أو إمبراطور، والتي كانت تجرى فيها احتفالية عظيمة، حيث يبدأ بعدها ـ في مرّات عديدة عصرًا جديدًا.